# Нижнє Темносмречинське плесо
Нижнє Темносмречинське плесо (словац. Nižné Temnosmrečinské pleso) — озеро природного походження на території Словаччини, розташоване на півночі країни на нижній терасі Темносмречинської долини.

## Назва
Назва озера походить від Темносмречинської долини. У південній частині долини знаходиться смерековий ліс. Із настанням сутінків ліс набирає моторошного темного відтінку, звідси і пішла назва. Давніше озеро мало іншу назву — Прибилінське озеро, від міста Прибиліна, що знаходиться неподалік.

## Опис
Нижнє Темносмречинське плесо має витягнуту форму. Тягнеться приблизно на 525 метрів в довжину. Його найбільша ширина 360 м. Площа становить 12 га, з максимальною глибиною близько 37 м. Озеро має досить низьку прозорість (близько 8,3 м) через велику кількість планктону. Це типове озеро льодовикового походження. На його південному березі є коротка, але досить висока морена.